# Det är något som inte stämmer (film)
Det är något som inte stämmer är en kommande svensk dramakomedifilm, med planerad premiär 2025. Filmen är baserad på två av Martina Haags böcker, Det är något som inte stämmer från 2015 och Livet går så fort. Och så långsamt från 2017. Den är regisserad av Haag, som även skrivit manus tillsammans med Peter Arrhenius.
Filmen har en planerad biopremiär i Sverige den 29 augusti 2025, utgiven av SF Studios. Den skulle från början släppas på Viaplay under 2023, men sköts upp på grund av att streamingtjänsten drabbades av en ekonomisk kris.

## Handling
Filmen kretsar kring Petra och utspelar sig i två tidsepoker. Dels följs Petra i nutid när hon som 50-åring går igenom en skilsmässa, och dels under 1980-talet då Petra är 15 år och tvingas genomlida sina föräldrars separation. I filmen vävs tidsperioderna samman och följer Petras känslor från djupaste sorg till jublande livsglädje.

## Rollista (i urval)
- Alexandra Rapaport – Petra, 50 år
  - Ella Hammarsten Liedberg – Petra, 15 år
- Hanna Dorsin – Marina, 50 år
- Hanna Hedlund – Emma
- Gustaf Hammarsten – Syon
- Henrik Norlén – Bosse Grahn
- Shanti Roney – Anders
- Adrian Macéus – Alexander Liljegren
- Kardo Razzazi – Terapeut
- Thomas Hedengran – Läkare
- Melina Pascalidou – Sara
- Moa Nåsander – Wilhelmina
- Bathina Philipson – Tara
- Emilia Grönvall - Anni

## Produktion
Filmen är producerad av Calle Jansson och Mathias Gruffman på Bigster, med Sara Askelöf och Helena Larand som är exekutiva producenter för Viaplay. Den är inspelad i Stockholm.

## Utmärkelser
I juni 2024 fick filmen pris som bästa film och belönades med den Den gyllene nymfen på den 63:e upplagan av TV-festivalen i Monte Carlo.